# 畑岡宏光 (詩人)
畑岡 宏光（はたおか ひろみつ、1961年7月12日 - ）は、日本の詩人。元陶芸家。埼玉県深谷市出身。

## 略歴
1988年に陶芸家としてデビュー。5年のキャリアを積んだ後、京都にて個人展を開く。1991年には陶芸と並行して詩作も行い、2001年に陶芸家を引退した今も詩人としての活動を行っている。

## 主な作品

### 陶芸
- 花器『純秀』
- 花器『鷹紅』

### 詩
- 遠近
- ハーブ
- 愚かしさ